# Mongolernas invasion av Kara-Khitan
Mongolernas invasion av Kara-Khitan pågick 1216 till 1218 och var den första delen av mongolernas invasioner västerut. Orsaken till invasionen var att Djingis khan bedömde att Kuchlug, som 1211 tagit kontroll över Kara-Khitan utgjorde ett hot. 1218 hade mongolerna under ledning av Jebe erövrat Kara-Khitan och Kuchlug avrättades. Fälttåget ledde dock till konflikt med khwarezmiderna, vilket var upptakten till mongolernas invasion av Centralasien.

## Bakgrund
I samband med Djingis khans enande av mongolväldet besegrade han även naimanerna som levde på den västra stäppen. Dock lyckades 1211 Kuchlug, en ättling till naimanernas khan, få kontroll över Kara-Khitan och skapade sig en ny maktbas. Under ledning av Kuchlug expanderade Kara-Khitan sitt territorium förbi Turkestan (dagens Xinjiang) över Pamirbergen tills de fick direktkontakt med Khwarezm. Det expansiva Kara-Khitan blev ett hot och en utmaning mot Djingis khan, och även ett hot mot mongolernas allierade.

## Invasionen
I slutet av 1216, efter att Djingis khan avslutat fälttågen mot kinesiska Jindynastin och erövrat Peking, beordrade Djingis khan general Jebe och sin äldsta son Jochi att eliminera hotet från Kara-Khitan. Den mongoliska armen för uppdraget fick även förstärkningar av uigurerna.
Jebe tog inledningsvis kontroll över Kasan och dess provinser, vilket var området väster om Kara-Khitans huvudstad Balasagun. Området försvarades av 30 000 Kara-Khitan-soldater. Yisimaili, som tidigare var guvernör i Kasan, kapitulerade och anslöt sig till Jebe.
Det mongoliska fälttåget fortsatte mot Kashgar, där Kuchlug hade sitt högkvarter. Kuchlug flydde söderut, och vidare till Badakhshan i dagens Afghanistan där han 1218 tillfångatogs och avrättades av Yisimaili. Samtidigt som Yisimaili jagat Kuchlug hade Jebe tagit kontrollen över de östra delarna av Kara-Khitan. Hela Kuchlugs territorium hade därmed fallit till mongolerna.

## Eftermäle
I samband med jakten på naimanerna och Kuchlug kom mongolerna i ofrivillig konflikt med khwarezmidernas shah Ala ad-Din Muhammed II. Konflikten ledde till Incidenten i Otrar 1218 då en mongolisk delegation avrättades i Otrar. Handlingen sågs av mongolerna som en krigsförklaring, vilket blev upptakten till mongolernas invasion av Khwarezm och mongolernas invasion av Centralasien (1219–1225).